# Daktning
Daktning (av daktyloskopering, från grek. daktylos "finger") är en svensk polisiär benämning för upptagande av fingeravtryck, fotografering av den misstänkte från två synvinklar (höger profil och framifrån) och införande av övrig information om utseendet (signalement) i ett spaningsregister. Utförs antingen av polis eller civilanställd (ex. fotograf, arrestvakt). En daktning beslutas av en förundersökningsledare, som kan vara polis eller åklagare. Lagstödet återfinns i Rättegångsbalken 28 kap 14 §.
Vid fotograferingen placeras en skylt, "pannå", framför personen där man angett misstänktes personnummer, längd, fotonummer samt distriktsnummer och år då fotot är taget.
Vid signalementsupptagningen tittar man på vad personen som daktas har för längd, kroppsbyggnad, ansiktsform, hårfärg, hårform, ögonfärg, näsform, tänder (om de är defekta, proteser, luckor, osv), hudfärg, tatueringar samt ärr och andra kännetecken så som ev dövhet, vänsterhänt, födelsemärken, pigmentskillnader i hud, eller andra kännetecken som utmärker just den personen. 
De fingeravtryck som rullas på blanketten är 1. varje fingers översta del, 2. en översikt av vardera handens "fyra fingrar" (ej tummen), 3. tummens översta topp samt 4. handflatorna. Hösten 2008 började man att använda det nya systemet "LiveScan" där man scannar in fingeravtrycken istället för att använda sig av den gamla metoden med bläck och blanketter.
Fingeravtrycken skickas sedan till Identifieringsroteln i Stockholm där de scannas in och hamnar i AFIS?-systemet.[källa behövs] Det samma gäller för fotografierna. Det finns olika mönstertyper inom fingeravtrycken/papillarlinjerna.
Migrationsverket genomför numer regelmässig daktyloskopering och fotografering av asylsökande, utöver dokumentscanning och övrig registrering.